# Ferenc Portisch
Ferenc Portisch (ur. 4 września 1939) – węgierski szachista i sędzia szachowy (International Arbiter od 1994), mistrz międzynarodowy od 1975.

## Kariera szachowa
Wielokrotnie uczestniczył w finałach indywidualnych mistrzostw Węgier, najlepszy wynik uzyskując w roku 1977, w którym zdobył brązowy medal. Spośród sukcesów Ferenca Portischa w turniejach międzynarodowych, największą wartość ma samodzielne zwycięstwo w turnieju B w Wijk aan Zee w roku 1985, przed m.in. Julianem Hogdsonem, Ianem Rogersem, Paulem van der Sterrenem, Jeroenem Piketem i Draganem Barlovem.
Do innych jego turniejowych sukcesów należą m.in. dz. III m. w Zalaegerszeg (1977, za Jewgienijem Wasiukowem i Ratmirem Chołmowem, wraz z Josefem Pribylem), dz. II m. w Viroviticy (1977, za Levente Lengyelem, wraz z Michaelem Steanem), Zamardi (1978, I m. przed m.in. Jozsefem Pinterem), I m. w Obertwart (1979), dz. III m. w Dortmundzie (1980, za Raymondem Keene i Murrayem Chandlerm, wraz z Victorem Ciocalteą), dz. II m. w Trenczyńskich Cieplicach (1981, za Laszlo Barczayem), dz. III m. w Halle (1982, za Wolfgangiem Uhlmannem i Lutzem Espigiem, wraz z Péterem Székelyem i Rainerem Knaakiem) oraz dz. I m. w Zalakaros (1992, open, wraz z m.in. Aleksandrem Waulinem i Csabą Horvathem). W roku 1979 wystąpił w turnieju strefowym (pierwszym stopniu eliminacji mistrzostw świata) w Warszawie, zajmując VIII miejsce.
Najwyższy ranking w karierze osiągnął 1 stycznia 1979 r., z wynikiem 2475 punktów zajmował wówczas 9. miejsce wśród węgierskich szachistów.

## Życie rodzinne
Starszym bratem Ferenca Portischa jest Lajos, od połowy lat 60. XX wieku do końca lat 80. czołowy szachista świata.